# Fulvio Fantoni
Fulvio Fantoni (ur. 1 października 1963 w Grosseto, Włochy) – brydżysta reprezentujący Włochy (do roku 2011) oraz Monako, World Grand Master (WBF), European Champion w kategorii Open, European Grand Master (EBL).
W klasyfikacji Open Światowej Federacji Brydża (WBF) znajduje się na pierwszej pozycji (3 września 2012).
Jego regularnym partnerem był Claudio Nunes. Grają tzw. Fantunes, systemem licytacji, który charakteryzuje się naturalnymi, ale forsującymi otwarciami na poziomie jednego we wszystkich kolorach.
Fulvio Fantoni jest jedną z 10 osób, które zdobyły potrójną koronę brydżową w kategorii otwartej:
- w roku 2005 zwyciężył (z drużyną Włoch) w Bermuda Bowl;
- w roku 2004 zwyciężył (z drużyną Włoch) na Olimpiadzie brydżowej;
- w roku 2002 zwyciężył (razem z Claudio Nunesem) w mistrzostwach świata par.

W 2016 roku został zdyskwalifikowany na 5 lat oraz dożywotnio pozbawiony możliwości gry z Claudio Nunesem ze względu na oszukiwanie poprzez wskazywanie przez orientację zagranej karty w obronie posiadania lub nie asa, króla lub damy.

## Wyniki brydżowe

### Olimpiady
Na olimpiadach uzyskał następujące rezultaty:
| Olimpiady brydżowe. Zawody teamów | Olimpiady brydżowe. Zawody teamów | Olimpiady brydżowe. Zawody teamów | Olimpiady brydżowe. Zawody teamów | Olimpiady brydżowe. Zawody teamów | Olimpiady brydżowe. Zawody teamów |
| Rok                               | Miejsce                           | Zawody                            | Kategoria                         | Drużyna                           | Pozycja                           |
| --------------------------------- | --------------------------------- | --------------------------------- | --------------------------------- | --------------------------------- | --------------------------------- |
| 2012                              | Lille                             | 2. Olimpiada Sportów Umysłowych   | Open                              | Monaco                            | 3                                 |
| 2008                              | Pekin                             | 1. Olimpiada Sportów Umysłowych   | Open                              | Italy                             | 1                                 |
| 2004                              | Stambuł                           | 12 Olimpiada Teamów               | Open                              | Italy                             | 1                                 |

### Zawody światowe
W światowych zawodach zdobył następujące lokaty:
| Mistrzostwa Świata. Konkurencja teamów | Mistrzostwa Świata. Konkurencja teamów | Mistrzostwa Świata. Konkurencja teamów | Mistrzostwa Świata. Konkurencja teamów | Mistrzostwa Świata. Konkurencja teamów | Mistrzostwa Świata. Konkurencja teamów |
| Rok                                    | Miejsce                                | Zawody                                 | Kategoria                              | Drużyna                                | Pozycja                                |
| -------------------------------------- | -------------------------------------- | -------------------------------------- | -------------------------------------- | -------------------------------------- | -------------------------------------- |
| 2014                                   | Sanya                                  | 14. Seria Mistrzostw Świata            | Open                                   | Monaco                                 | 2                                      |
| 2013                                   | Nusa Dua                               | 41. Mistrzostwa Świata Teamów          | Open                                   | Monaco                                 | 2                                      |
| 2011                                   | Veldhoven                              | 40. Mistrzostwa Świata Teamów          | Trans                                  | Angelini                               | 5                                      |
| 2010                                   | Filadelfia                             | 13. Seria Mistrzostw Świata            | Open                                   | Zimmerman                              | 3                                      |
| 2009                                   | São Paulo                              | 39 Mistrzostwa Świata Teamów           | Open                                   | Italy                                  | 2                                      |
| 2007                                   | Szanghaj                               | 38. Mistrzostwa Świata Teamów          | Trans                                  | Zimmerman                              | 1                                      |
| 2007                                   | Szanghaj                               | 38. Mistrzostwa Świata Teamów          | Open                                   | Italy                                  | 5                                      |
| 2006                                   | Werona                                 | 12. Mistrzostwa Świata                 | Open                                   | Angelini                               | 33                                     |
| 2005                                   | Estoril                                | 37. Mistrzostwa Świata Teamów          | Open                                   | Italy                                  | 1                                      |
| 2003                                   | Monte Carlo                            | 36. Mistrzostwa Świata Teamów          | Open                                   | Italy                                  | 2                                      |
| 2002                                   | Montreal                               | 11. Mistrzostwa Świata                 | Open                                   | Angelini                               | 33                                     |
| 1998                                   | Lille                                  | 10. Mistrzostwa Świata                 | Open                                   | Mosca                                  | 33                                     |
| 1994                                   | Albuquerque                            | 9. Mistrzostwa Świata                  | Open                                   | Burgay                                 | 17                                     |

| Mistrzostwa Świata. Konkurencja par | Mistrzostwa Świata. Konkurencja par | Mistrzostwa Świata. Konkurencja par | Mistrzostwa Świata. Konkurencja par | Mistrzostwa Świata. Konkurencja par | Mistrzostwa Świata. Konkurencja par |
| Rok                                 | Miejsce                             | Zawody                              | Kategoria                           | Partner                             | Pozycja                             |
| ----------------------------------- | ----------------------------------- | ----------------------------------- | ----------------------------------- | ----------------------------------- | ----------------------------------- |
| 2010                                | Filadelfia                          | 13. Mistrzostwa Świata              | Miksty                              | Donna Compton                       | 1                                   |
| 2010                                | Filadelfia                          | 13. Mistrzostwa Świata              | Open                                | Claudio Nunes                       | 5                                   |
| 2006                                | Werona                              | 12. Mistrzostwa Świata              | Miksty                              | Grace Jeklin                        | 448                                 |
| 2006                                | Werona                              | 12. Mistrzostwa Świata              | Open                                | Claudio Nunes                       | 3                                   |
| 2002                                | Montreal                            | 11. Mistrzostwa Świata              | Miksty                              | Donna Compton                       | 63                                  |
| 2002                                | Montreal                            | 11. Mistrzostwa Świata              | Open                                | Claudio Nunes                       | 1                                   |
| 1994                                | Albuquerque                         | 9. Mistrzostwa Świata               | Open                                | Claudio Nunes                       | 54                                  |

| Mistrzostwa Świata. Konkurencja indywidualna | Mistrzostwa Świata. Konkurencja indywidualna | Mistrzostwa Świata. Konkurencja indywidualna | Mistrzostwa Świata. Konkurencja indywidualna | Mistrzostwa Świata. Konkurencja indywidualna | Mistrzostwa Świata. Konkurencja indywidualna |
| Rok                                          | Miejsce                                      | Zawody                                       | Kategoria                                    | Pozycja                                      |                                              |
| -------------------------------------------- | -------------------------------------------- | -------------------------------------------- | -------------------------------------------- | -------------------------------------------- | -------------------------------------------- |
| 2004                                         | Werona                                       | 6. Indywidualne Mistrzostwa Świata           | Open                                         | 12                                           |                                              |

### Zawody europejskie
W europejskich zawodach zdobył następujące lokaty:
| Zawody europejskie. Konkurencja teamów | Zawody europejskie. Konkurencja teamów | Zawody europejskie. Konkurencja teamów    | Zawody europejskie. Konkurencja teamów | Zawody europejskie. Konkurencja teamów | Zawody europejskie. Konkurencja teamów |
| Rok                                    | Miejsce                                | Zawody                                    | Kategoria                              | Drużyna                                | Pozycja                                |
| -------------------------------------- | -------------------------------------- | ----------------------------------------- | -------------------------------------- | -------------------------------------- | -------------------------------------- |
| 2014                                   | Mediolan                               | 13. Puchar Europy                         | Open                                   | Monaco FMB                             | 7                                      |
| 2013                                   | Opatija                                | 12. Puchar Europy                         | Open                                   | Monaco FMB                             | 5                                      |
| 2013                                   | Ostenda                                | 6. Otwarte Mistrzostwa Europy             | Miksty                                 | Monaco                                 | 68                                     |
| 2013                                   | Ostenda                                | 6. Otwarte Mistrzostwa Europy             | Open                                   | Monaco                                 | 40                                     |
| 2012                                   | Ejlat                                  | 11. Puchar Europy                         | Open                                   | Monaco FM                              | 3                                      |
| 2012                                   | Dublin                                 | 51. Mistrzostwa Europy Teamów             | Open                                   | Monaco                                 | 1                                      |
| 2010                                   | Izmir                                  | 9. Puchar Europy Teamów                   | Open                                   | Angelini Italy                         | 2                                      |
| 2009                                   | Paryż                                  | 8. Puchar Europy                          | Open                                   | Angelini Italy                         | 1                                      |
| 2009                                   | San Remo                               | 4. Otwarte Mistrzostwa Europy             | Open                                   | Angelini                               | 9                                      |
| 2008                                   | Amsterdam                              | 7. Puchar Europy                          | Open                                   | Parioli Italy                          | 1                                      |
| 2007                                   | Wrocław                                | 6. Puchar Europy                          | Open                                   | Parioli Italy                          | 1                                      |
| 2007                                   | Antalya                                | 3. Otwarte Mistrzostwa Europy             | Open                                   | Zimmerman-Angelini                     | 17                                     |
| 2007                                   | Antalya                                | 3. Otwarte Mistrzostwa Europy             | Miksty                                 | Riolo                                  | 5                                      |
| 2006                                   | Rzym                                   | 5. Puchar Europy                          | Open                                   | Parioli Italy                          | 4                                      |
| 2006                                   | Warszawa                               | 48. Mistrzostwa Europy Teamów             | Open                                   | Italy                                  | 1                                      |
| 2005                                   | Bruksela                               | 4. Puchar Europy Teamów                   | Open                                   | Parioli Italy                          | 1                                      |
| 2005                                   | Teneryfa                               | 2. Otwarte Mistrzostwa Europy             | Open                                   | Zimmerman                              | 9                                      |
| 2004                                   | Barcelona                              | 3. Puchar Europy                          | Open                                   | Parioli Italy                          | 1                                      |
| 2004                                   | Malmö                                  | 47. Mistrzostwa Europy Teamów             | Italy                                  | Open                                   | 1                                      |
| 2003                                   | Rzym                                   | 2. Puchar Europy                          | Open                                   | Parioli Italy                          | 1                                      |
| 2003                                   | Mentona                                | 1. Otwarte Mistrzostwa Europy             | Open                                   | Angelini2-Fan                          | 55                                     |
| 1990                                   | Bordeaux                               | 1. Mistrzostwa Europy Mikstów             | Miksty                                 | Livero                                 | 28                                     |
| 1988                                   | Płowdiw                                | 11. Młodzieżowe Mistrzostwa Europy Teamów | Juniorzy                               | Italy                                  | 2                                      |
| 1986                                   | Budapeszt                              | 10. Młodzieżowe Mistrzostwa Europy Teamów | Juniorzy                               | Italy                                  | 6                                      |

| Zawody europejskie. Konkurencja par | Zawody europejskie. Konkurencja par | Zawody europejskie. Konkurencja par | Zawody europejskie. Konkurencja par | Zawody europejskie. Konkurencja par | Zawody europejskie. Konkurencja par |
| Rok                                 | Miejsce                             | Zawody                              | Kategoria                           | Partner                             | Pozycja                             |
| ----------------------------------- | ----------------------------------- | ----------------------------------- | ----------------------------------- | ----------------------------------- | ----------------------------------- |
| 2013                                | Ostenda                             | 6. Otwarte Mistrzostwa Europy       | Miksty                              | Iolanda Riolo                       | 45                                  |
| 2009                                | San Remo                            | 4. Otwarte Mistrzostwa Europy       | Open                                | Eugenio Mistretta                   | 182                                 |
| 2007                                | Antalya                             | 3. Otwarte Mistrzostwa Europy       | Miksty                              | Migry Albu                          | 28                                  |
| 2005                                | Teneryfa                            | 2. Otwarte Mistrzostwa Europy       | Mikst                               | Paola Scalamogna                    | 30                                  |
| 2003                                | Mentona                             | 1. Otwarte Mistrzostwa Europy       | Mikst                               | Paola Scalamogna                    | 333                                 |
| 2003                                | Mentona                             | 1. Otwarte Mistrzostwa Europy       | Open                                | Lanciano                            | 270                                 |
| 2001                                | Sorrento                            | 11. Mistrzostwa Europy Par          | Open                                | Paolo Russo                         | 127                                 |
| 1999                                | Warszawa                            | 10. Mistrzostwa Europy Par          | Open                                | Danilo de Pauli                     | 126                                 |
| 1997                                | Haga                                | 9. Mistrzostwa Europy Par           | Open                                | Claudio Nunes                       | 13                                  |
| 1995                                | Rzym                                | 8. Mistrzostwa Europy Par           | Open                                | Claudio Nunes                       | 82                                  |
| 1989                                | Salsomaggiore                       | 5. Mistrzostwa Europy Par           | Open                                | Carlo Cesarini                      | 110                                 |

### Klasyfikacja
- Fulvio Fantoni – klasyfikacja WBF (ang.)
- Fulvio Fantoni – klasyfikacja EBL (ang.)
- Klasyfikacja Open WBF (Światowej Federacji Brydżowej) (worldbridge.org). (ang.).